# My Immortal
"My Immortal" là một bài hát của ban nhạc rock nước Mỹ Evanescence nằm trong album phòng thu đầu tay của họ, Fallen (2003). Nó được phát hành vào ngày 8 tháng 12 năm 2003 bởi Wind-up Records như là đĩa đơn thứ ba trích từ album. Bài hát được viết lời bởi những thành viên của ban nhạc Ben Moody và Amy Lee, trong khi phần sản xuất được thực hiện bởi Moody và Dave Fortman. Nhiều phiên bản khác của "My Immortal" đã được phát hành, bao gồm một phiên bản trong album demo Origin (2000) và một phiên bản khác cho EP Mystary (2003). Phiên bản gốc xuất hiện trong Origon sau đó đã được đưa vào Fallen, và bổ sung thêm phần đàn piano và dàn dây, trong khi phiên bản đĩa đơn được gọi là "phiên bản ban nhạc" sau khi họ hoàn thiện đoạn bridge và đoạn điệp khúc cuối cùng của bài hát.
"My Immortal" là một bản power ballad mang giai điệu chậm, với nội dung đề cập đến một sự ám ảnh vào tâm trí của một người sau sự ra đi của một người thân. Sau khi phát hành, nó đã nhận được những phản ứng tích cực từ các nhà phê bình âm nhạc, trong đó họ đánh giá cao giai điệu piano của nó. Bài hát còn nhận được một đề cử giải Grammy cho Trình diễn song ca hoặc nhóm nhạc giọng pop xuất sắc nhất tại lễ trao giải thường niên lần thứ 47. "My Immortal" cũng gặt hái những thành công vượt trội về mặt thương mại, đứng đầu các bảng xếp hạng ở Canada và Hy Lạp, và lọt vào top 10 ở hơn 16 quốc gia, bao gồm vươn đến top 5 ở Úc, Brazil, Đức, Ý, New Zealand, Na Uy và Tây Ban Nha. Tại Hoa Kỳ, bài hát đạt vị trí thứ bảy trên bảng xếp hạng Billboard Hot 100, và được chứng nhận đĩa Vàng từ Hiệp hội Công nghiệp ghi âm Mỹ (RIAA).
Video ca nhạc cho "My Immortal" được đạo diễn David Mould, được ghi hình ở Gothic Quarter, Barcelona và thực hiện dưới phông nền đen trắng. Nó bao gồm những cảnh Lee ngồi và hát ở nhiều bối cảnh khác nhau, nhưng không bao giờ chạm đất, trong khi Moody cũng xuất hiện trong video nhưng hoàn toàn tách rời khỏi những thành viên khác. Video đã nhận được một đề cử tại giải Video âm nhạc của MTV năm 2004 cho Video Rock xuất sắc nhất. Để quảng bá bài hát, Evanescenece đã trình diễn nó trên nhiều chương trình truyền hình và lễ trao giải lớn, bao gồm CD:UK, Late Show with David Letterman và giải thưởng âm nhạc Billboard năm 2004, cũng như trong tất cả những chuyến lưu diễn trong sự nghiệp của ban nhạc. Năm 2017, một phiên bản làm lại cho "My Immortal" đã xuất hiện trong album phòng thu thứ tư của họ, Synthesis.

## Danh sách bài hát
Đĩa CD tại Anh quốc
1. "My Immortal" (bản ban nhạc) – 4:33
2. "My Immortal" (bản album) – 4:24

Đĩa CD maxi tại châu Âu
1. "My Immortal" (bản ban nhạc) – 4:33
2. "My Immortal" (bản album) – 4:24
3. "Haunted" (trực tiếp từ Sessions@AOL) – 3:08
4. "My Immortal" (trực tiếp từ Cologne) – 4:15

## Xếp hạng
| Bảng xếp hạng (2003-11)                 | Vị trí cao nhất |
| --------------------------------------- | --------------- |
| Úc (ARIA)                               | 4               |
| Áo (Ö3 Austria Top 40)                  | 11              |
| Bỉ (Ultratop 50 Flanders)               | 5               |
| Bỉ (Ultratop 50 Wallonia)               | 9               |
| Brazil (ABPD)                           | 3               |
| Canada (Canadian Singles Chart)         | 1               |
| Đan Mạch (Tracklisten)                  | 7               |
| Châu Âu (European Hot 100 Singles)      | 9               |
| Phần Lan (Suomen virallinen lista)      | 9               |
| Pháp (SNEP)                             | 11              |
| Đức (Official German Charts)            | 5               |
| Hy Lạp (IFPI Greece)                    | 1               |
| Hungary (Mahasz)                        | 6               |
| Ireland (IRMA)                          | 20              |
| Ý (FIMI)                                | 3               |
| Hà Lan (Dutch Top 40)                   | 5               |
| Hà Lan (Single Top 100)                 | 7               |
| New Zealand (Recorded Music NZ)         | 2               |
| Na Uy (VG-lista)                        | 2               |
| Scotland (OCC)                          | 9               |
| Tây Ban Nha (AFYVE)                     | 4               |
| Thụy Điển (Sverigetopplistan)           | 9               |
| Thụy Sĩ (Schweizer Hitparade)           | 7               |
| Anh Quốc (OCC)                          | 7               |
| Anh Quốc Rock (Official Charts Company) | 1               |
| Hoa Kỳ Billboard Hot 100                | 7               |
| Hoa Kỳ Adult Contemporary (Billboard)   | 19              |
| Hoa Kỳ Adult Pop Airplay (Billboard)    | 1               |
| Hoa Kỳ Pop Airplay (Billboard)          | 2               |

| Bảng xếp hạng (2003)                 | Vị trí |
| ------------------------------------ | ------ |
| Netherlands (Dutch Top 40)           | 218    |
| UK Singles (Official Charts Company) | 185    |
| Bảng xếp hạng (2004)                 | Vị trí |
| Australia (ARIA)                     | 7      |
| Austria (Ö3 Austria Top 40)          | 44     |
| Belgium (Ultratop 50 Flanders)       | 23     |
| Belgium (Ultratop 40 Wallonia)       | 42     |
| Denmark (Tracklisten)                | 42     |
| Germany (Official German Charts)     | 42     |
| Italy (FIMI)                         | 23     |
| Netherlands (Dutch Top 40)           | 26     |
| Netherlands (Single Top 100)         | 38     |
| New Zealand (Recorded Music NZ)      | 36     |
| Sweden (Sverigetopplistan)           | 65     |
| Switzerland (Schweizer Hitparade)    | 30     |
| US Billboard Hot 100                 | 19     |
| US Adult Contemporary (Billboard)    | 29     |
| US Adult Top 40 (Billboard)          | 6      |
| US Pop Songs (Billboard)             | 8      |

| Bảng xếp hạng (2000–2009)   | Vị trí |
| --------------------------- | ------ |
| US Adult Top 40 (Billboard) | 48     |

## Chứng nhận
| Quốc gia                                                                           | Chứng nhận | Số đơn vị/doanh số chứng nhận |
| ---------------------------------------------------------------------------------- | ---------- | ----------------------------- |
| Úc (ARIA)                                                                          | Bạch kim   | 70.000^                       |
| Brasil (Pro-Música Brasil)                                                         | Vàng       | 30.000‡                       |
| Đan Mạch (IFPI Đan Mạch)                                                           | Bạch kim   | 90.000‡                       |
| Đức (BVMI)                                                                         | Vàng       | 250.000‡                      |
| Ý (FIMI)                                                                           | Bạch kim   | 50.000‡                       |
| Na Uy (IFPI)                                                                       | Vàng       | 5.000*                        |
| New Zealand (RMNZ)                                                                 | Bạch kim   | 30.000‡                       |
| Anh Quốc (BPI)                                                                     | Vàng       | 400.000^                      |
| Hoa Kỳ (RIAA)                                                                      | Bạch kim   | 1.000.000‡                    |
| * Chứng nhận dựa theo doanh số tiêu thụ. ^ Chứng nhận dựa theo doanh số nhập hàng. |            |                               |